# Qiyunia
Qiyunia is een monotypisch geslacht van spinnen uit de  familie van de Dictynidae (kaardertjes).

## Soort
- Qiyunia lehtineni Song & Xu, 1989